# جين آدامز (لاعبة اللاكروس)
جين آدامز (بالإنجليزية: Jen Adams)‏ هي لاعبة اللاكروس أمريكية، ولدت في 19 أغسطس 1979 في أديلايد في أستراليا.